# Lígia Brazão
Lígia Brazão, de nome completo Maria Lígia Lopes Brazão (São Pedro, Funchal, 31 de Maio de 1945) é uma professora portuguesa especializada em Expressão Dramática, natural da Ilha da Madeira,.

## Carreira
Lígia Brazão diplomou-se na Escola do Magistério Primário do Funchal em 1963, especializando-se em Didáctica Especial do Ensino Primário, em Expressão Dramática. Deu aulas na Escola do Magistério Primário do Funchal e na Universidade da Madeira, nos Cursos de Formação inicial de professores do 1.º Ciclo e de Educadores de Infância, assim como em acções de formação contínua, reformando-se em 2001.
É autora, co-autora e coordenadora de vários programas e projectos ligados ao ensino, com destaque para ‘O fascínio do Universo’, ‘Estrelinhas na TV’, ‘Ensino Primário em questão’, e ‘Fazer pensar, pensar para fazer’, este último originando um livro com o mesmo nome.
Fez parte da criação de várias peças de teatro, parte das quais foi reunida no livro ‘No Palco – Teatro para crianças’. Criou ainda mais de cinquenta canções, várias das quais premiadas em festivais.
Criou, juntamente com carlos Gonçalves, o Gabinete de Apoio à Expressão Musical e Dramática, depois Gabinete Coordenador de Educação Artística e actualmente Direção de Serviços de Educação Artística e Multimédia, onde desempenhou funções de coordenadora regional de Expressão Artística, e onde fundou a equipa de animação para o ensino pré-escolar.
Em Novembro de 2016 lançou o livro ‘Véspera de Natal’, juntamente com Luísa Spínola, que o ilustrou, uma peça de teatro infantil em dois actos, tendo como pano de fundo o Natal, publicado pela Associação Académica da Universidade da Madeira, através da sua chancela editorial, a Imprensa Académica.

## Prémios
Recebeu em 1991 a Pena de Prata, atribuída pelo Governo Regional da Madeira, e em 2005 a Medalha de Bons Serviços.